# Bordspel

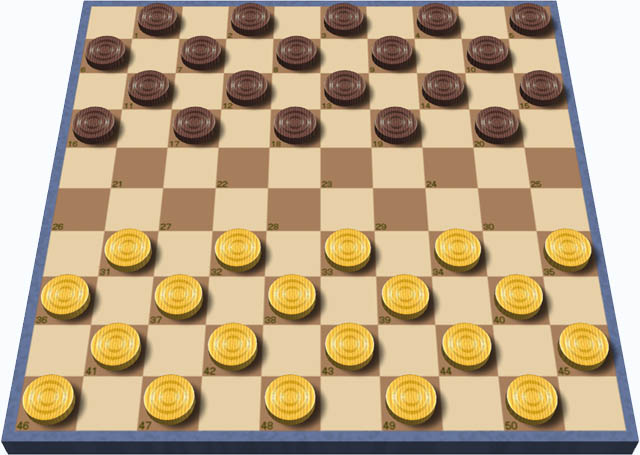
Het damspel, een klassiek bordspel

Een bordspel is een spel dat wordt gespeeld op een tevoren gemarkeerd oppervlak, dat gewoonlijk op een huiskamertafel kan liggen. Dit spelbord en de bijbehorende speelstukken vormen het belangrijkste verschil met andere gezelschapsspellen; er bestaan echter combinaties en tussenvormen van bordspelen met andere speltypes. Zo kan een kanskaart van een bordspel de opdracht bevatten om te dribbelen met een voetbal.
De stukken, stenen, kaarten of fiches tonen de status van spel of spelers. Ze kunnen informatie geven over de posities, mogelijkheden, doelen, intenties, daden of prestaties van de spelers, of over de toestand waarin het spel zich bevindt.
Ganzenbord is een van de pure kansspelen; bij dit type bepaalt geluk het spelverloop volledig, bijvoorbeeld met een dobbelsteen. Andere spellen zijn tactisch of strategisch, zoals schaken en Go. Bij backgammon en monopoly is zowel geluk als inzicht nodig. Ook andere spelerskwaliteiten kunnen aangesproken worden, zoals kennis bij Trivial Pursuit en behendigheid bij chaturaji; dit laatste is een oude Indiase schaakvariant, waarin balkjes bij wijze van dobbelsteen het te spelen stuk aanwijzen. De balkjes mogen opgegooid en in een gunstige positie gevangen worden. 

## Geschiedenis
De vroegste bordspelen zijn al 5500 jaar oud, aangetroffen in graven van het pre-dynastieke Egypte. Het oudste bordspel waarvan het bestaan bekend is, Senet, is onder meer afgebeeld op een fresco gevonden in het graf van Merknera (3300–2700 voor de christelijke jaartelling). In Egypte werd tevens het spel Mehen gespeeld. In Sjar-i-sukhte (شهر سوخته, de verbrande stad) in Iran zijn de eerste dobbelstenen gevonden. Ook trof men hier een backgammon-spel aan, daterend van 3000 voor de christelijke jaartelling. In Knossos zijn schilderingen met bordspelen gevonden daterend van ongeveer 1500 voor Christus. Omstreeks 500 à 600 voor de christelijke jaartelling zou Gautama Boeddha van een aantal spellen gezegd hebben dat hij die niet zou spelen. Op die lijst komen ook enkele bordspelen voor. Een van de eerste geschreven verwijzingen naar Go is van Confucius, circa 400–500 jaar voor Christus. 200 jaar later duikt backgammon na Iran ook in China op. Schaken is ongeveer in de zesde eeuw ontstaan in India, uit het spel Chaturanga. Het werd in de late middeleeuwen naar Europa gebracht, maar werd al veel eerder via Perzië over de gehele islamitische wereld verspreid.
Veel bekende bordspelen die vandaag de dag gespeeld worden dateren uit de twintigste eeuw. Het bordspel Monopoly bereikte ongeveer in 1930 de vorm zoals wij het nu spelen. Zeeslag dateert van 1931. Scrabble, een spel waar met letterstenen woorden moeten worden gevormd op het bord, komt uit 1938. In 1957 verschijnt Risk, een bordspel voor meerdere spelers waar landen moeten worden veroverd. In de jaren tachtig van de twintigste eeuw zien we de eerste designer games verschijnen, waarvan Carcassonne en Kolonisten van Catan bekende voorbeelden zijn.
Sommige bordspellen worden ook per post of e-mail gespeeld, zoals bij correspondentieschaak.

## Klassieke bordspellen
Klassieke bordspellen zijn voor het grootste deel nulsomspellen met volledige informatie volgens de speltheorie.
Voorbeelden: alquerque – arimaa – bagh chal – chaturanga – checkers – Chinees schaken – backgammon – dammen – fanorona – ganzenbord – go – halma – hex – hnefatafl – mankala – molenspel – pente – reversi (othello) – schaken – shogi – Ur.

## Designer bordspellen
Designer games zijn een nieuw soort strategische bordspelen voor volwassenen en kinderen. Deze worden ook wel German games of Euro Games genoemd.
Voorbeelden van designer games zijn: abalone – Amon-Ra – Babel – Carcassonne – Caylus  – El Grande – Eufraat & Tigris – Gipf – Goa – Kolonisten van Catan – La Città – Louis XIV – Nautilus – Notre Dame – Pentago – Puerto Rico – Robo Rally – Tikal – Ticket to Ride – Torres – Union Pacific – Yinsh.

## Coöperatieve bordspellen
Coöperatieve bordspelen zijn gezelschapsspellen waarbij spelers met elkaar spelen in plaats van tegen elkaar, zoals bij gangbare competitieve spellen. De spelers moeten een gemeenschappelijk doel bereiken en de "tegenstander" is het spel zelf.
Voorbeelden van coöperatieve bordspellen zijn: Arkham Horror – Boomgaard – Legenden van Andor – Lord of the Rings – Pandemie – Hanabi — Max de Kat.